# Ligne 3 du T Zen
La ligne 3 du T Zen est un projet de ligne de transport en commun en site propre qui doit relier le 19e arrondissement de Paris, depuis la station Porte de Pantin (en correspondance avec la ligne 5 du métro et la ligne de tramway T3b), à la station du tram-train T4 Gargan, aux Pavillons-sous-Bois (Seine-Saint-Denis). Sa mise en service, initialement envisagée pour 2018, est repoussée à fin 2022 au plus tôt. Cette date est à nouveau retardée et fixée dorénavant à 2028.

Plan schématique de la ligne TZen 3.

## Histoire
- 8 décembre 2010 : validation du dossier d'objectifs et de caractéristiques principales (DOCP) ;
- Du 2 mai au 8 octobre 2011 : concertation préalable ;

Organisée par le Syndicat des transports d'Île-de-France (STIF) et le Département de la Seine-Saint-Denis, elle avait pour objectif d’informer et de recueillir les contributions et suggestions du public sur ce projet;
- 2e semestre 2011 : schéma de principe et dossier d’enquête publique ;
- 7 décembre 2011 : approbation du bilan de la concertation par le Syndicat des transports d'Île-de-France (STIF)

Lors de son conseil d'administration, conforté par le bilan de la concertation, il a confirmé la poursuite du projet, en prenant en compte les enseignements de la concertation (une adhésion générale au projet d’un T Zen sur la RN 3, qui s’est traduite notamment par une forte mobilisation du public, un accord sur le tracé proposé, de Paris 19e à la gare de Gargan aux Pavillons-sous-Bois, avec une préférence marquée pour un terminus ouest à Porte de Pantin (station T3), un souhait de prolongement du tracé du T Zen 3 vers l’Est, en direction de Vaujours et une adhésion aux principes de réaménagements de la RN3 (requalification urbaine, démolition de l’autopont Polissard à Bondy, etc)), et autorise seul le département de la Seine-Saint-Denis, maître d’ouvrage du projet à mener toutes les études nécessaires à la préparation de l’enquête publique qui devrait avoir lieu fin 2012.
- De 2012 à 2014[2] : approfondissement d'études.
- L'enquête publique est ouverte du 17 mai au 20 juin 2016[6].

Début 2019, le projet est officiellement lancé grâce au renfort financier du fonds interdépartemental à hauteur de 43,3 millions d'euros entre 2018 et 2020. Si le tour de table n'est pas totalement bouclé, le Conseil départemental entend rendre ces travaux irréversibles en les débutant dès 2019 pour une livraison espérée en 2028.

## Le projet

### Présentation
Le projet de ligne 3 du T Zen répond à un besoin de créer une offre de transport en commun plus performante, plus moderne et de plus grande capacité sur la RN 3, axe structurant de la Seine-Saint-Denis.

### Échéances envisagées
- 17 mai au 20 juin 2016 : enquête publique.
- De 2019 à 2022 : travaux avec la démolition des trémies de l'ancienne N3.
- 2028 : mise en service du T Zen 3[3] (initialement prévue pour 2018 puis 2020[8] et 2024[4].

### Coût du projet
En 2019, coût prévisionnel du projet est estimé à 187 millions d’euros pour les infrastructures (voies, aménagements urbains, stations) avec une répartition estimée à 41 % pour la Région, 29 % pour l’État et 30 % pour le bloc local (communes, département et EPT) avec une contribution du fonds de solidarité interdépartemental de 5,3 M€, de 19 M€ pour 2019 et de 19 M€ pour 2020. Il ne comprend pas le coût du matériel roulant (rames du T Zen 3), estimé à 11 millions d’euros, qui sera financé par le STIF. Enfin, les études sont cofinancées par la région Île-de-France, le département de la Seine-Saint-Denis et l'Union européenne.

## Tracé et stations

### Tracé
La ligne devrait permettre, à sa mise en service, de mailler entre elles la ligne T3b et la ligne 5 du métro à Pantin, le prolongement attendu du T11 à Bobigny (station Bobigny-La-Folie), la ligne T1 à Noisy-le-Sec et la ligne T4 à Livry-Gargan.
Elle empruntera 60 % de l’itinéraire de l’actuelle ligne de bus RATP 147 qu'elle remplacera partiellement. Cette ligne traversera les communes de Paris (19e arrondissement), Pantin, Romainville, Bobigny, Noisy-le-Sec, Bondy, Les Pavillons-sous-Bois et Livry-Gargan.

### Listes des stations
Le T Zen 3 desservira 21 stations énumérées ci-après.
|   |  |   |   |  | Station                             | Zone | Communes                             | Correspondances                   |
| - |  | - | - |  | ----------------------------------- | ---- | ------------------------------------ | --------------------------------- |
|   |  | ■ |   |  | Porte de Pantin Parc de la Villette | 1    | Paris 19e                            | (M) · (5) · (T) · (3b)            |
|   |  | • |   |  | Hoche                               | 2    | Pantin                               | (M) · (5)                         |
|   |  | • |   |  | Delizy                              | 2    | Pantin                               |                                   |
|   |  | • |   |  | Église de Pantin                    | 2    | Pantin                               | (M) · (5)                         |
|   |  | • |   |  | Ernest Renan                        | 2    | Pantin                               |                                   |
|   |  | • |   |  | Bobigny - Pantin - Raymond Queneau  | 2    | Bobigny Pantin                       | (M) · (5)                         |
|   |  | • |   |  | Commune de Paris                    | 3    | Bobigny Romainville                  |                                   |
|   |  | • |   |  | Bobigny - La Folie                  | 3    | Bobigny Romainville                  | envisagé : Téléphérique des Lilas |
|   |  | • |   |  | École Hôtelière                     | 3    | Bobigny Noisy-le-Sec                 |                                   |
|   |  | • |   |  | Arts de la rue                      | 3    | Bobigny Noisy-le-Sec                 |                                   |
|   |  | • |   |  | Bergère                             | 3    | Bobigny Noisy-le-Sec                 |                                   |
|   |  | • |   |  | Territoire de l'Ourcq               | 3    | Bobigny Noisy-le-Sec                 |                                   |
|   |  | • |   |  | Pont de Bondy                       | 3    | Bondy Noisy-le-Sec                   | existant : envisagé :             |
|   |  | • |   |  | Gâtine                              | 3    | Bondy                                |                                   |
|   |  | • |   |  | Polissard                           | 3    | Bondy                                |                                   |
|   |  | • |   |  | Pasteur                             | 3    | Bondy                                |                                   |
|   |  | • |   |  | La Fourche                          | 3    | Les Pavillons-sous-Bois              |                                   |
|   |  | • |   |  | Schmitt                             | 4    | Les Pavillons-sous-Bois              |                                   |
|   |  | • |   |  | Les Archers                         | 4    | Les Pavillons-sous-Bois              |                                   |
| ⇃ |  |   | • |  | Victor Hugo                         | 4    | Les Pavillons-sous-Bois Livry-Gargan |                                   |
|   |  | ■ |   |  | Gargan                              | 4    | Les Pavillons-sous-Bois Livry-Gargan | (T) · (4)                         |

(Les stations en gras constitueront les terminus de la ligne. Les noms des stations ne sont pas définitifs)

### Ateliers
Le centre opérationnel bus du Tzen 3 est prévu aux Pavillons-sous-Bois, non loin du terminus de Gargan.

## Exploitation
L'exploitation de la ligne 3 du T Zen est susceptible d'être mise en appel d'offres par le Syndicat des transports d'Île-de-France (STIF). Mais la CGT RATP conteste fortement toute idée de mise en appel d'offres dans la mesure où il s'agit d'un prolongement vers l'ouest de la ligne de bus RATP 147 dont 60 % de l'itinéraire et 70 % de la charge sont repris par la ligne T Zen 3. Sur les 10,8 kilomètres de l'itinéraire, 8 kilomètres sont actuellement assurés par le 147 du centre bus des Pavillons-sous-Bois. Sur les 2,8 kilomètres restants, on trouve des portions des itinéraires des lignes 330 et 151. Par conséquent c'est sur 97 % de son itinéraire que le futur T Zen 3 reprend celui de lignes de bus RATP pour lesquelles l'entreprise publique conserve l'exploitation jusqu'au 31 décembre 2024 aux termes de l'article 5 de la loi n° 2009-1503 du 8 décembre 2009 relative à l'organisation et à la régulation des transports ferroviaires et portant diverses dispositions relatives aux transports.
La ligne T Zen 3 aura une fréquence de six minutes aux heures de pointe, et des horaires calqués sur ceux du métro.

### Matériel roulant
La RATP envisage d'utiliser des bus à haut niveau de service, entièrement électriques, bi-articulés à deux soufflets, d'une longueur proche de 24 mètres pouvant transporter environ 160 personnes.

### Tarification et financement

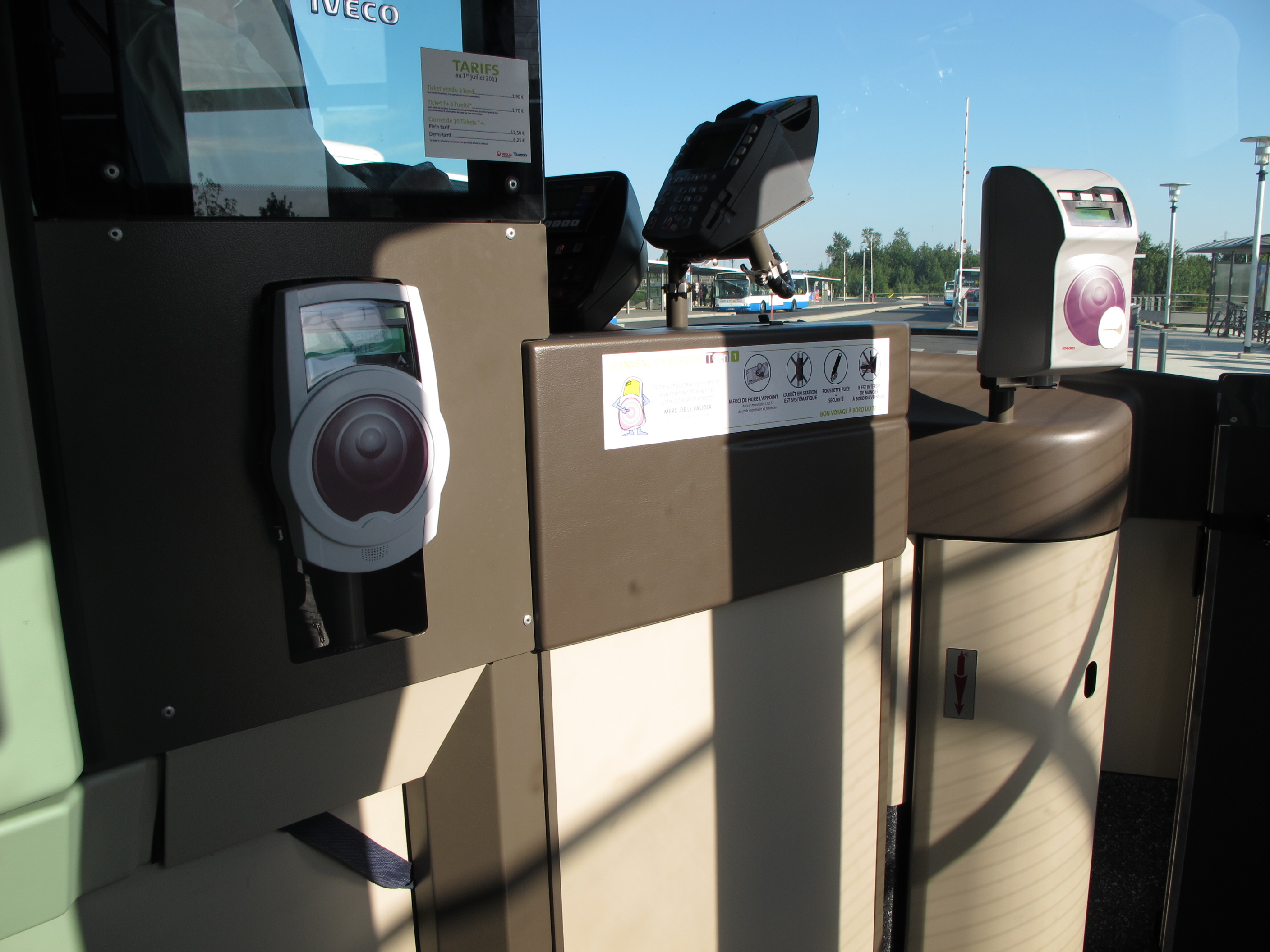
Validateurs pour passes Navigo (à gauche) et pour tickets carton (à droite) présents dans les bus et tramway.

La tarification des lignes T Zen est identique à celle de tous les réseaux de bus franciliens et accessibles avec les mêmes abonnements. Un ticket « bus-tram », qui remplace le ticket t+ au 1er janvier 2025, permet un trajet simple quelle que soit la distance, avec une ou plusieurs correspondances possibles avec les autres lignes de bus et de tramway pendant une durée maximale de 1 h 30 entre la première et dernière validation. En revanche, un ticket validé dans un bus ne permet pas d'emprunter le métro, ni le Transilien et le RER.
Le financement du fonctionnement des lignes (entretien, matériel et charges de personnel) est assuré par les exploitants des lignes. Cependant, les tarifs des billets et abonnements dont le montant est limité par décision politique ne couvrent pas les frais réels de transport. Le manque à gagner est compensé par l'autorité organisatrice, Île-de-France Mobilités, présidée depuis 2005 par le président du conseil régional d'Île-de-France et composé d'élus locaux. Elle définit les conditions générales d'exploitation ainsi que la durée et la fréquence des services. L'équilibre financier du fonctionnement est assuré par une dotation globale annuelle aux transporteurs de la région grâce au versement transport payé par les entreprises et aux contributions des collectivités publiques.

### Prévisions de trafic
Il est prévu que 42 000 voyageurs emprunteront chaque jour cette ligne.